# فرط التنشيط
فرط التنشيط (النشاط الزائد) هو نوع من حركة الحيوانات المنوية. تتميز حركة الحيوانات المنوية المفرطة في النشاط بنمط ضربات غير متماثل واسع النطاق لذيل الحيوانات المنوية (السوط). هذا النوع من الحركة قد يساعد في اختراق الحيوانات المنوية للمنطقة الشفافة التي تحيط بالبويضة.
يمكن بعد ذلك أن يتبع فرط التنشيط تفاعل الأكروسوم حيث يقوم الهيكل الشبيه بالغطاء الموجود على رأس الخلية بإطلاق الإنزيمات التي يحتوي عليها. وهذا يسهل اختراق البويضة والتخصيب.
تعتبر بعض التعريفات أن تنشيط الحيوانات المنوية يتكون من هاتين العمليتين المتمثلة في فرط التنشيط وتفاعل الأكروسوم.
فرط التنشيط هو مصطلح يستخدم أيضًا للتعبير عن آلية تعويض جرعة الجين كروموسوم X ويُرى في ذبابة الفاكهة. هنا، ترتبط مجموعة معقدة من البروتينات بالجينات المرتبطة بالكروموسوم X لمضاعفة نشاطها الجيني بشكل فعال. وهذا يسمح للذكور (XY) بأن يكون لديهم نشاط جيني متساوٍ مثل الإناث (XX)، حيث لا يتم تنشيط X الخاص بهم بشكل مفرط.

## الآليات
تصبح خلايا الحيوانات المنوية في الثدييات أكثر نشاطًا عندما تقترب من خلية البويضة في عملية تسمى تنشيط الحيوانات المنوية. تبين في المختبر أن تنشيط الحيوانات المنوية يحدث بسبب أيونات الكالسيوم، والبروجستيرون الذي تطلقه الخلايا الركامية القريبة ويرتبط بـ ZP3 في المنطقة الشفافة.
التغيير الأولي يسمى "فرط التنشيط"، والذي يسبب تغيراً في حركة الحيوانات المنوية. يسبحون بشكل أسرع وتصبح حركة ذيولهم أكثر قوة وغير منتظمة.
ظهر اكتشاف حديث يربط فرط النشاط بالتدفق المفاجئ لأيون الكالسيوم إلى الذيول. ذيل الحيوان المنوي الذي يشبه السوط (باللاتينية: flagellum) مرصع بقنوات أيونية مكونة من بروتينات تسمى CatSper (قنوات الكاتيون للحيوانات المنوية). هذه القنوات انتقائية، وتسمح فقط بمرور أيون الكالسيوم. يعد فتح قنوات CatSper مسؤولاً عن تدفق الكالسيوم. يؤدي الارتفاع المفاجئ في مستويات الكالسيوم إلى تشكيل السوط لانحناءات أعمق، مما يدفع الحيوانات المنوية بقوة أكبر عبر البيئة اللزجة. فرط نشاط الحيوانات المنوية ضروري لاختراق حاجزين ماديين يحميان البويضة من الإخصاب.
وقد أظهر فرط التنشيط أيضًا أنه بمثابة سمة من سمات الانجذاب الكيميائي للحيوانات المنوية البشرية. عندما يتم تعريض الحيوانات المنوية للجاذبات الكيميائية، وخاصة هرمون البروجسترون؛ سوف تظهر الحيوانات المنوية توقفًا مفاجئًا للسوط، يتبعه انعطاف حاد وفرط نشاط. تشير هذه الاستجابة إلى أن فرط التنشيط يعمل كوسيلة لتوجيه الحيوانات المنوية بسرعة عبر التدرج الجاذب كيميائيًا.

## أهميته للتخصيب
قبل الوصول إلى البويضة، غالبًا ما يتم احتجاز الحيوانات المنوية في الخلايا الظهارية في قناة فالوب ، مما يعني أنها تصبح خاملة ما لم تخضع لفرط النشاط. إن التغير في الحركة وقوة حركات الذيل يمكّن الحيوانات المنوية من الهروب من الظهارة. وبالتالي، فإن الحيوانات المنوية التي خضعت لفرط النشاط هي فقط القادرة على تخصيب البويضة.